# Österreichische Fußball-Frauenmeisterschaft 2020/21
Die österreichische Fußball-Frauenmeisterschaft wurde 2020/21 zum 49. Mal nach der 35-jährigen Pause zwischen 1938 und 1972 ausgetragen. Die höchste Spielklasse ist die ÖFB Frauen-Bundesliga und wurde zum 8. Mal durchgeführt. Die zweithöchste Spielklasse (2. Liga), in dieser Saison die 42. Auflage, wird zum 2. Mal österreichweit ausgetragen. Die Saison dauerte von Mitte August bis Mitte Juni.
Österreichischer Fußballmeister wurde zum 6. Mal in Folge SKN St. Pölten. Meister der zweithöchsten Spielklasse, 2. Liga wurde First Vienna FC und war berechtigt in der Saison 2021/22 in der ÖFB Frauen-Bundesliga zu spielen.

## Erste Leistungsstufe – ÖFB Frauen-Bundesliga

### Modus
Im Rahmen des im Meisterschaftsmodus durchgeführten Bewerbes spielt jede Mannschaft zweimal gegen jede teilnehmende gegnerische Mannschaft (Hin- und Rückrunde). Das Heimrecht ergibt sich durch die Auslosung.

### Saisonverlauf
Die ÖFB Frauen-Bundesliga endete, wie auch die letzten Saisonen davor, mit dem Meistertitel für den SKN St. Pölten, der mit 54 Punkten und einem Torverhältnis von plus 84 vor dem SG Austria Wien/USC Landhaus gewann.

### Abschlusstabelle
Die Meisterschaft endete mit folgendem Ergebnis:
| Pl.             | Verein                       | Sp. | S  | U | N  | Tore    | Diff. | Punkte |
| --------------- | ---------------------------- | --- | -- | - | -- | ------- | ----- | ------ |
| 1.              | SKN St. Pölten B1 (M, C)     | 18  | 18 | 0 | 0  | 092:800 | +84   | 54     |
| 2.              | SG Austria Wien/USC Landhaus | 18  | 13 | 2 | 3  | 047:190 | +28   | 41     |
| 3.              | SK Sturm Graz                | 18  | 13 | 1 | 4  | 057:160 | +41   | 40     |
| 4.              | SV Neulengbach               | 18  | 9  | 4 | 5  | 057:240 | +33   | 31     |
| 5.              | FFC Vorderland               | 18  | 5  | 5 | 8  | 017:400 | −23   | 20     |
| 6.              | FC Bergheim Damen            | 18  | 5  | 4 | 9  | 028:420 | −14   | 19     |
| 7.              | FC Wacker Innsbruck B1       | 18  | 5  | 1 | 12 | 025:520 | −27   | 16     |
| 8.              | SKV Altenmarkt               | 18  | 4  | 1 | 13 | 015:530 | −38   | 13     |
| 9.              | FC Südburgenland             | 18  | 3  | 4 | 11 | 016:580 | −42   | 13     |
| 10.             | SV Horn                      | 18  | 3  | 2 | 13 | 013:550 | −42   | 11     |
| Stand: Endstand |                              |     |    |   |    |         |       |        |

| (M) | Österreichischer Fußball-Frauenmeister 2018/19 |
| (C) | ÖFB-Ladies-Cup-Sieger 2018/19                  |
|     | kein Neuaufsteiger der Saison 2019/20          |

Aufsteiger
- 2. Liga: First Vienna FC

Future League
In der Future League, bei der nur die 2. Mannschaften der ÖFB Frauen-Bundesliga teilnehmen führt die AKA Steiermark Sturm Graz, 2. FC Bergheim II, 3. SV Neulengbach Juniors, 4. FC Wacker Innsbruck II, 5. SG USC Landhaus/Austria Wien, 6. SKN St. Pölten II, 7. FFC Vorderland II, 8. SV Horn II, 9. FC Südburgenland II und 10. SKN Altenmarkt Juniors.

### Torschützenliste
Die Torschützenliste führte Lisa Kolb vor Karina Bauer, Stefanie Enzinger und Katja Wienerroither an.
| Pl. | Nat.       | Spieler             | Verein                       | Tore |
| --- | ---------- | ------------------- | ---------------------------- | ---- |
| 01. | Osterreich | Lisa Kolb           | SV Neulengbach               | 19   |
| 02. | Osterreich | Karina Bauer        | SG Austria Wien/USC Landhaus | 15   |
| 03. | Osterreich | Stefanie Enzinger   | SKN St. Pölten               | 14   |
| 04. | Osterreich | Katja Wienerroither | SK Sturm Graz                | 14   |
| 05. | Osterreich | Laura Krumböck      | SG Austria Wien/USC Landhaus | 12   |
| 06. | Slowenien  | Nina Predanic       | SK Sturm Graz                | 11   |
| 07. | Slowenien  | Mateja Zver         | SKN St. Pölten               | 10   |
| 08. | Osterreich | Nicole Bauer        | SV Neulengbach               | 10   |

## Zweite Leistungsstufe – 2. Liga

### Modus
In der Saison 2020/21 traten zehn Mannschaften an, eine elfte und zwölfte Mannschaft wollte nicht teilnehmen. Jede Mannschaft spielte jeweils einmal zu Hause und auswärts gegen jede andere Mannschaft. Der Meister der Liga stieg in die ÖFB Frauen-Bundesliga auf.

### Saisonverlauf
Die Meisterschaft wurde am 31. Oktober 2020 abgebrochen, nachdem der Lockdown light ab dem 3. November verkündet wurde, und wurde ab April 2021 weitergespielt.
Der First Vienna FC gewann die 2. Liga und stieg in die ÖFB Frauen-Bundesliga für die Saison 2021/22 auf.

### Abschlusstabelle
Die Meisterschaft endete mit folgendem Ergebnis:
| Pl.             | Verein                  | Sp. | S  | U | N  | Tore    | Diff. | Punkte |
| --------------- | ----------------------- | --- | -- | - | -- | ------- | ----- | ------ |
| 1.              | First Vienna FC         | 18  | 17 | 0 | 1  | 081:800 | +73   | 51     |
| 2.              | Carinthians Hornets 2L1 | 18  | 11 | 3 | 4  | 044:270 | +17   | 36     |
| 3.              | LUV Graz                | 18  | 11 | 3 | 4  | 038:270 | +11   | 36     |
| 4.              | Union Kleinmünchen      | 18  | 10 | 4 | 4  | 047:200 | +27   | 34     |
| 5.              | Wildcats Krottendorf    | 18  | 7  | 4 | 7  | 033:310 | +2    | 25     |
| 6.              | Union Geretsberg        | 18  | 6  | 5 | 7  | 032:360 | −4    | 23     |
| 7.              | RW Rankweil             | 18  | 4  | 3 | 11 | 019:340 | −15   | 15     |
| 8.              | Wiener Sport-Club       | 18  | 3  | 6 | 9  | 022:430 | −21   | 15     |
| 9.              | SC Neusiedl am See      | 18  | 2  | 3 | 13 | 013:770 | −64   | 09     |
| 10.             | FC Altera Porta         | 18  | 1  | 5 | 12 | 013:390 | −26   | 08     |
| Stand: Endstand |                         |     |    |   |    |         |       |        |

|  | kein Absteiger aus der ÖFB Frauen-Bundesliga 2019/20 |
|  | kein Aufsteiger aus der Landesliga                   |

### Torschützenliste
In der 2. Liga traf Jelena Dordic vor Jennifer Mayr, Jelena Prvulovic und Vanessa Kraker die meisten Tore.
| Pl. | Nat.        | Spieler                 | Verein              | Tore |
| --- | ----------- | ----------------------- | ------------------- | ---- |
| 01. | Osterreich  | Jelena Dordic           | First Vienna FC     | 21   |
| 02. | Osterreich  | Jennifer Mayr           | Union Geretsberg    | 15   |
| 03. | Osterreich  | Jelena Prvulovic        | First Vienna FC     | 15   |
| 04. | Osterreich  | Vanessa Kraker          | Carinthians Hornets | 15   |
| 05. | Osterreich  | Michaela Traussnigg     | LUV Graz            | 13   |
| 06. | Osterreich  | Lena Thalmann           | Carinthians Hornets | 12   |
| 07. | Deutschland | Sarah Mattner-Trembleau | First Vienna FC     | 12   |

## Relegation

### Relegation zur 2. Liga
Mitte/Süd-Region
In der Landesliga Mitte/Süd-Region der Relegation zur 2. Liga bestritten die Meister der Kärntner Liga, SV Wernberg, und OÖ Frauenliga, SV Krenglbach spielberechtigt.
| Datum                                       |                   | Gesamt |                      | Hinspiel | Rückspiel |
| ------------------------------------------- | ----------------- | ------ | -------------------- | -------- | --------- |
| 12.06.2021, 17:00 Uhr 19.06.2021, 18:00 Uhr | SV Wernberg (LLK) | 3:6    | SV Krenglbach (LLOÖ) | 1:2      | 2:4       |

| Legende: (LLK): Kärnten, (LLOÖ): Oberösterreich |